# Xuân Hương truyện (phim 1980)
Xuân Hương truyện (tiếng Hàn Quốc: 춘향전, tiếng Trung: 春香傳) là một phim lãng mạn do Doãn Long Khuê và Du Nguyên Tuấn đồng đạo diễn, xuất phẩm năm 1980 tại Bình Nhưỡng.

## Lịch sử
Truyện phim phỏng theo tác phẩm cổ điển Xuân Hương truyện được truyền tụng từ lâu trong văn hóa dân gian Triều Tiên.

## Nội dung
- Thượng tập: Li

Khoảng thời Chính Tổ, Nam Nguyên huyện Toàn La đạo có kì nữ Thành Xuân Hương con cựu kĩ xướng Nguyệt Mai thạo cả cầm kì thi họa, không ai sánh kịp. Nhân tiết Đoan Ngọ, mẹ sai con hầu Hương Đan rước nàng đi chơi hội, nhưng vẫn căn vặn phải giữ lấy tấm thân kẻo thiên hạ chê cười.
Lúc đi ngang Ô Thước kiều, Xuân Hương bắt gặp ánh mắt công tử Lý Mộng Long đang trên đường tới Quảng Hàn lâu ngoạn cảnh ngâm vịnh. Xuân Hương và Hương Đan bèn lánh đi, nào ngờ Lý công tử bảo thằng hầu Phòng Tử ép Xuân Hương cho chàng kiến diện. Nhưng Xuân Hương khước từ, lại cho một câu thơ đáp lại.
Buồn bực, đang đêm Mộng Long lẻn vào vườn sau nhà Xuân Hương, bà Nguyệt Mai thấy bất tiện đành hạ cố mời chàng vào tán dăm ba truyện. Về đến nhà, suốt mấy hôm liền Mộng Long thao thức vẩn vơ chỉ tưởng đến Xuân Hương, đành rào trước đón sau sang nhà Xuân Hương dạm hỏi. Rốt cuộc, bà Nguyệt Mai vì muốn con được gá vào chỗ danh giá, đành ban hôn cho Mộng Long Xuân Hương, lại đòi Lý công tử làm mấy câu thơ làm tin.
Bấy giờ, huyện sử đạo Lý Hàn Lâm được vua triệu về kinh gấp, bèn giục phu nhân và Mộng Long sửa soạn đi trước. Trong tình thế bức ép, Mộng Long đành lộ truyện cưới hỏi cho mẹ, Lý phu nhân khuyên con hủy hôn vì thân phận hèn kém của Xuân Hương. Cực chẳng đã, Mộng Long lại sang nhà bà Nguyệt Mai tỏ thực hư.
Trong cơn quẫn trí, bà Nguyệt Mai đành để Mộng Long và Xuân Hương lìa nhau, đúng như số phận bà khi xưa. Hai người ướm hẹn rằng, Mộng Long về kinh phải gắng học để thi đỗ ra làm quan, lúc ấy mới danh chính ngôn thuận nối lại tơ tình.
- Hạ tập: Hợp

Suốt hai năm đằng đẵng, Lý công tử không gửi một tờ thư nào, trong khi Xuân Hương vẫn vào trông ra ngóng và có lắm kẻ dạm hỏi nàng. Bà Nguyệt Mai sinh phẫn chí, suốt ngày chì chiết con.
Bấy giờ, tân sử đạo Biện Học Đạo khét tiếng gian tham và tàn nhẫn. Sau khi đã chán chê bọn kĩ xướng trong vùng, Biện sử đạo bèn dòm dỏ Xuân Hương. Hỏi cưới Xuân Hương không được, quan sử đạo sai nha lại bắt nàng về tra khảo, đánh đập rồi đóng gông tống ngục.
Vĩnh Thế (phòng tử) bèn khăn gói lên đường, định bụng tới Hán Dương tìm Lý công tử. Đi được nửa quãng thì gặp một gã ăn mày, hóa ra Lý công tử. Y đưa thư Xuân Hương cho công tử coi, lại chắc mẩm phen này nàng chắc chết vì Lý công tử hình dung tơi tả khó làm được gì.
Nào ngờ Lý công tử nay đã đỗ cao, được bổ làm tuần án ngự sử, vì bận công vụ quá mà quên biên thư cho Xuân Hương. Lý Mộng Long bèn ngầm hẹn toán thuộc hạ đợi đúng ngày huyện đường bày tiệc mừng sinh thần quan sử đạo, cũng là lúc xử trảm Xuân Hương, thì hội nhau tại Quảng Hàn lâu để đánh úp một trận, lại hạ lệnh phải bắt giam Vĩnh Thế vì cái cớ vu vơ để y đừng bép xép.
Chờ sẩm tối, Mộng Long cứ thế tản bộ về nhà Xuân Hương, đi ngang những địa điểm hai người từng hò hẹn với đầy ắp kỉ niệm. Lúc gặp bà nhạc, Mộng Long vẫn giấu biệt tung tích, khiến bà than khóc vì ngỡ chàng bất tài bỏ mặc con bà chết đến nơi. Mộng Long bèn xin bà Nguyệt Mai và Hương Đan dẫn chàng vào tận ngục thất thăm Xuân Hương. Hai người hội ngộ và Xuân Hương rắp tâm đón kết cuộc hẩm hiu nhất.
Hôm sinh thần quan sử, trong lúc mọi người ca vũ chè chén tưng bừng, Lý Mộng Long giả đò ăn mày vào xin miếng cơm thừa. Dù tỏ ra rất khó chịu nhưng Biện sử đạo đành cho chàng vào dùng bữa. Quan sử mới ra một câu đố nhằm đuổi gã ăn mày xấc xược đi, Mộng Long bèn làm theo rồi rũ áo bước ra.
Hình lại Vân Phong phát hiện tờ giấy gã ăn mày để lại là một bài thơ hàm ý trách móc Biện sử đạo, bèn lẳng lặng cáo lui. Các quan khác đọc được cũng chạy hết, trơ lại Biện đại nhân với mấy kĩ xướng.
Đúng lúc đó, Lý Mộng Long hiện hình là tuần án ngự sử, cầm quân xông vào. Người trong huyện đường mạnh ai nấy chạy, riêng Biện sử đạo toan chui vào váy kĩ xướng Lan Châu hòng trốn tội. Rốt cuộc, Biện Học Đạo bị Vĩnh Thế cầm chày đánh chết.
Lý Mộng Long lại vận quan phục nhưng che mặt, sai lính điệu Xuân Hương ra pháp trường. Sau khi nghe những lời tận đáy lòng nàng, Mộng Long bèn chạy lại đỡ lấy và lộ thân phận. Bấy giờ, mọi người mới biết Lý công tử nay đã nên quan, còn nàng Xuân Hương vẫn vẹn tiết trinh.
| “                                    | Ái tình ơi ái tình, Diễm lệ thay ái tình. Lộng lẫy tựa như hoa, Thanh khiết tựa như sương. Tình Xuân Hương Mộng Long, Lưu truyền bao thế hệ. Một ngâm khúc bất diệt, Lưu truyền bao thế hệ: Là bài Xuân Hương Ca. | ” |
| — Ca khúc chủ đề Ái tình ơi (사랑가) | |   |

## Kĩ thuật
Phim được thực hiện chủ yếu tại phim trường Bình Nhưỡng năm 1979.

### Sản xuất
- Âm nhạc: Đoàn hợp xướng Công lập Triều Tiên

### Diễn xuất
- Kim Anh Thục... Thành Xuân Hương
- Kim Anh Thục... Hương Đan
- Thôi Thuận Khuê... Lý Mộng Long
- Cao Chung Hoán... Vĩnh Thế (phòng tử)
- Kim Thiện Anh... Nguyệt Mai - mẹ Xuân Hương
- Du Nguyên Tuấn... Biện Học Đạo
- Nhậm Sĩ Mãn... Lý Hàn Lâm - cha Mộng Long
- Văn Chi Phong... Lý phu nhân
- Từ Tân Hương... Lan Châu - kĩ bang trưởng
- Hoàng Dân... Ngọc Thuyền - kĩ xướng
- Ngô Xuân Văn... Nhậm Thực - thư lại
- Phác Thái Thù... Vân Phong - hình lại
- Lý Kinh Hoán... Sinh Viên

## Hậu trường
Xuân Hương truyện là tác phẩm điện ảnh đầu tiên tại Triều Tiên không đề cập yếu tố chiến tranh cách mạng, mà lại nhắc đến tình yêu nam nữ - điều hãn hữu trong phim ảnh Triều Tiên trước năm 1980. Phim là dự án đặc biệt do đích thân lĩnh tụ Kim Chính Nhật chỉ định sản xuất nhằm quảng bá văn hóa cổ truyền Triều Tiên ra quốc tế, bởi Xuân Hương truyện được mệnh danh "bảo vật" văn học Triều Tiên, đồng thời nâng cao chất lượng điện ảnh quốc gia theo tiêu chí Ánh họa nghệ thuật luận.
Bốn thập niên sau khi ra đời, bộ phim lại được trình chiếu tại Liên hoan phim Buenos Aires ngày 16 tháng 04 năm 2015.
- Hai tài tử đóng vai Xuân Hương và Hương Đan đều cùng tên Kim Anh Thục, ở thời điểm phim vừa quay, cả hai là diễn viên mới vào nghề.
- Phân cảnh bà Nguyệt Mai kể giấc mơ gặp rồng (ám chỉ công tử Lý Mộng Long) được để ngỏ so với văn phẩm nhằm hợp quan niệm nghệ thuật tuyên huấn tại Triều Tiên.
- Vì yếu tố địa chính trị, các danh thắng Quảng Hàn lâu, Ô Thước kiều ở huyện Nam Nguyên đều được phỏng dựng.
- Mặc dù được coi là một trong những xuất phẩm điện ảnh kinh điển Triều Tiên, nhưng Xuân Hương truyện không được phép lên sóng truyền hình công lập vì chạm đề tài cấm kị. Bộ phim chỉ được phát hành tại rạp chiếu bóng và qua băng đĩa.
- Câu đầu ca khúc chủ đề Ái tình ơi ái tình (사랑 사랑 내사랑) được dùng làm nhan đề bản điện ảnh kết hợp ca vũ do Thân Tương Ngọc đạo diễn năm 1984, tức 6 năm sau khi ông bị mật thám Bắc Triều Tiên bắt cóc về Bình Nhưỡng.